# 뉼 이슈트반
뉼 이슈트반(헝가리어: Nyúl István, 1961년 9월 25일 ~ )은 헝가리 출신의 전직 축구 선수이다. 현역 시절 포지션은 공격수으며 K리그 시절 등록명은 이스트반을 사용하였다.

## 클럽 경력
1990시즌을 앞두고 LG 치타스에 입단했다. 뉼 이스트반은 K리그에 입성한 첫번째 헝가리 축구 선수이다. 1990년 7월 14일에 열린 포항 아톰즈와의 경기에서 멀티골을 기록했다. 하지만 1990년 8월 17일, 음주운전 사건을 일으켰으며 1990년 시즌을 마친 후 한국 무대를 떠났다.